# Yūzō Kawashima
Pour les articles homonymes, voir Kawashima.
Yūzō Kawashima (川島雄三, Kawashima Yūzō), né le 4 février 1918 à Mutsu (Aomori) et mort le 11 juin 1963 à Tokyo, est un réalisateur et un scénariste japonais. Peu connu en dehors du Japon, Yūzō Kawashima est le chaînon manquant dans le cinéma japonais entre le classicisme des années 1950 et la modernité des années 1960.

## Biographie
Yūzō Kawashima a réalisé plus de cinquante films et écrit dix-sept scénarios entre 1944 et 1963.

## Réception de son œuvre
Selon le critique français Clément Rauger : « Nous notons dans sa filmographie inclassable, un intérêt constant pour le petit peuple étranger à toutes les idéologies. En effet, Kawashima creuse ses sujets dans ce qu'ils ont de moins civilisé, fouillant leur nature primitive à la fois dans l'inconscience des perspectives historiques ou artistiques ainsi que dans la recherche de nouveaux espaces urbains à filmer ».

## Filmographie

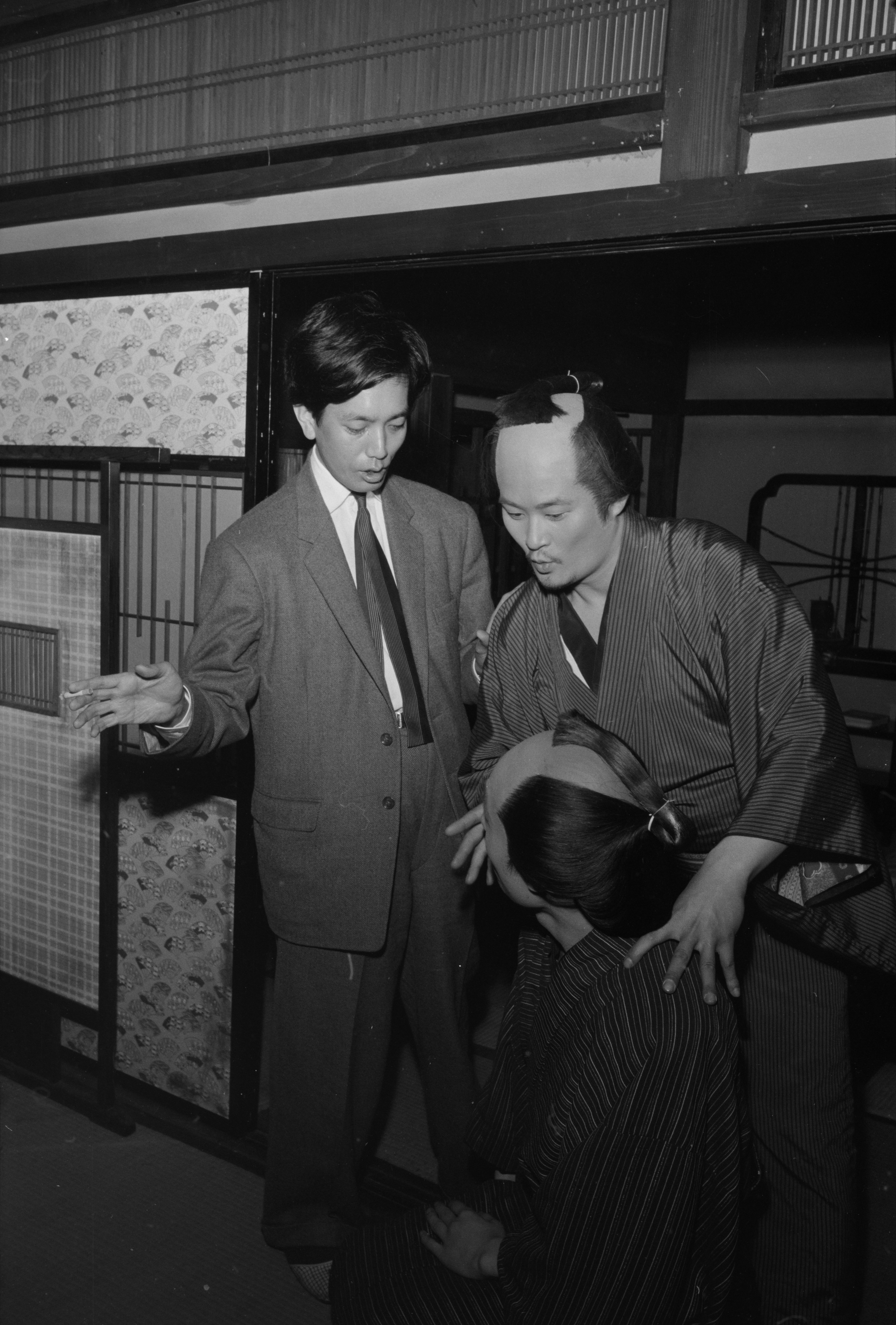
Yūzō Kawashima (à gauche) et Frankie Sakai sur le tournage de Chronique du soleil à la fin de l'ère Edo (1957).

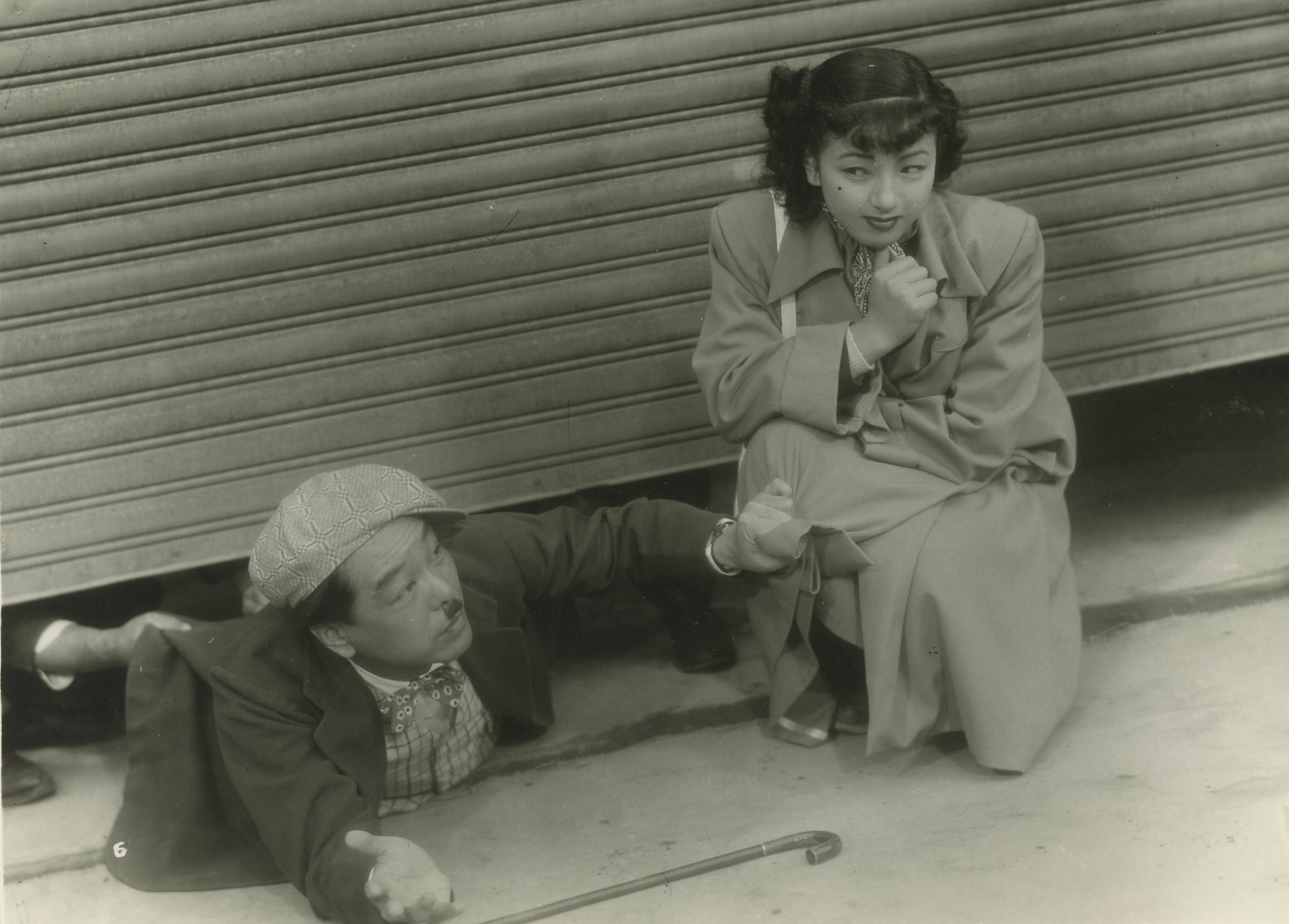
Shin'ichi Himori et Ayuko Saijō dans Joyū to meitantei (1950).

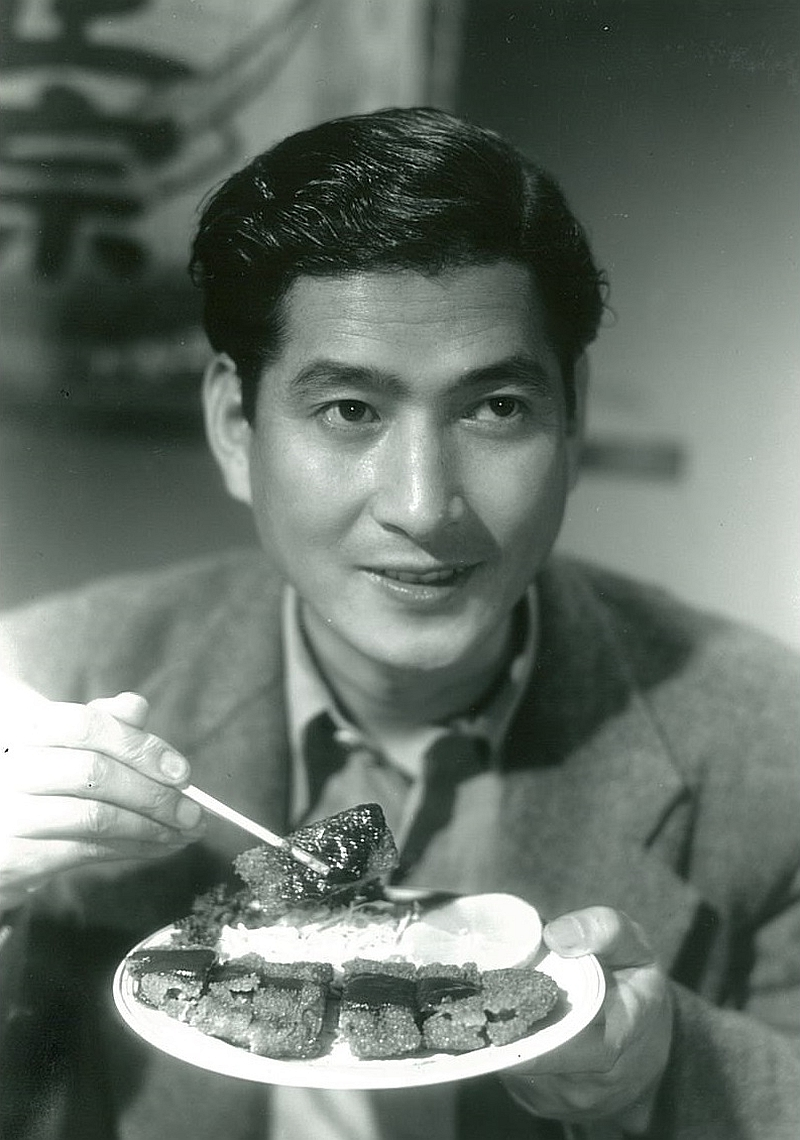
Shūji Sano dans Tonkatsu taishō (1952).

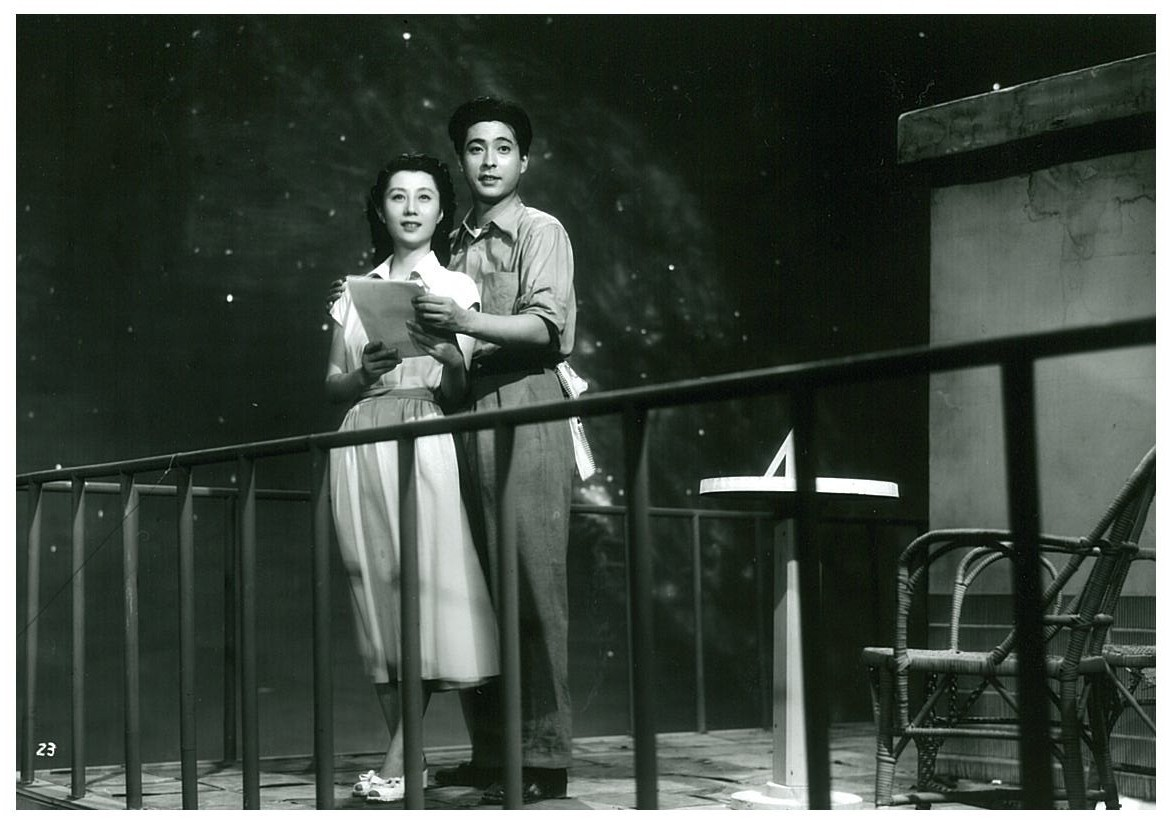
Scène du film Konna watakushi ja nakatta ni (1952).

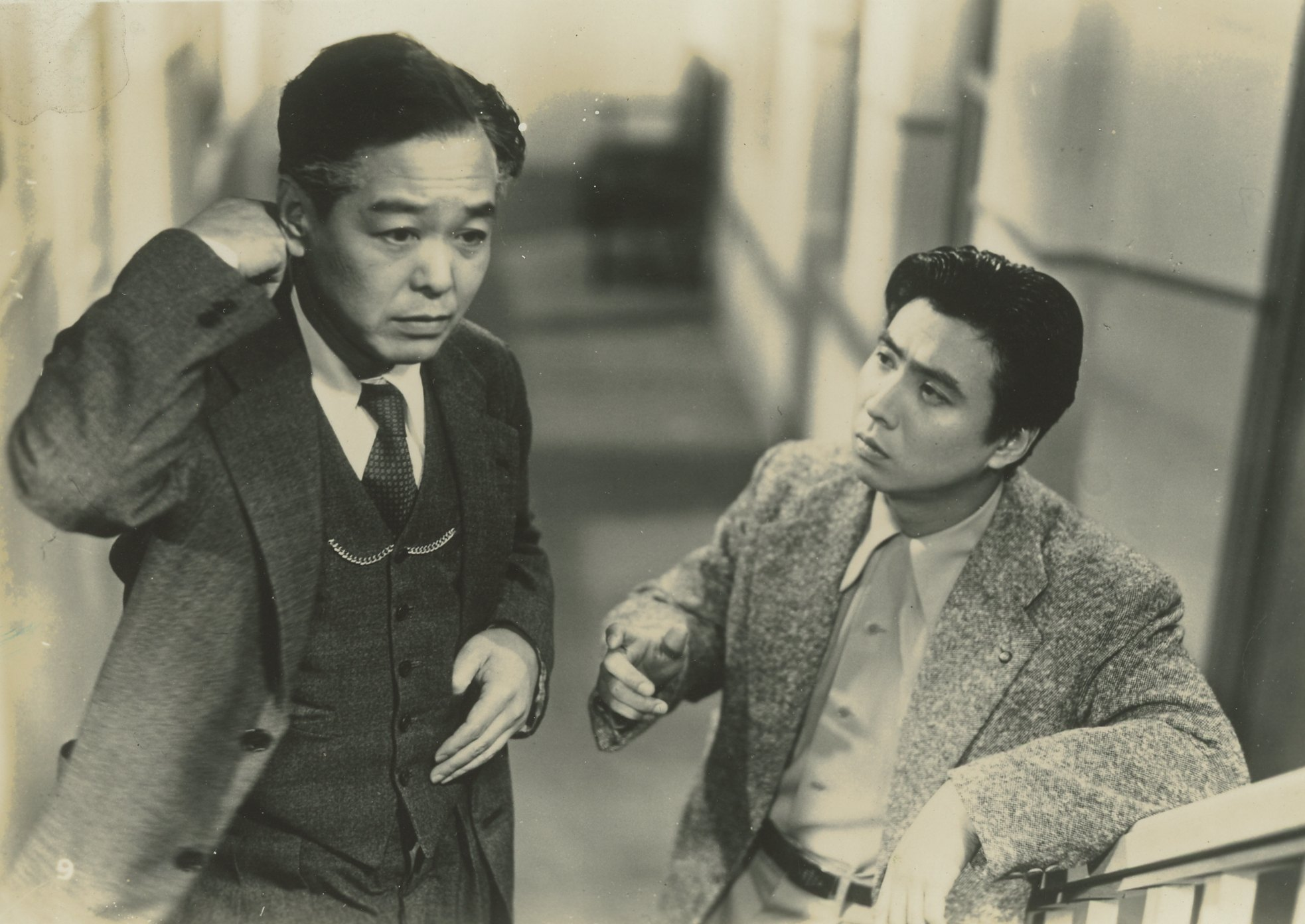
Shin'ichi Himori et Teiji Takahashi dans Shin Tōkyō kōshinkyoku (1953).

Sauf indication contraire, la filmographie de Yūzō Kawashima est établie à partir de la base de données JMDb et les titres en rōmaji se basent sur la filmographie de Yūzō Kawashima dans l'ouvrage A Critical Handbook of Japanese Film Directors d'Alexander Jacoby.

### Années 1940
- 1944 : Kaette kita otoko (還って来た男?)
- 1946 : Nikoniko taikai (ニコニコ大会 追ひつ追はれつ?) coréalisé avec Hideo Ōba et Noboru Nakamura[5]
- 1946 : Owarai shūkan (お笑い週間 笑ふ宝船?)
- 1947 : Shin'ya no shichō (深夜の市長?)
- 1948 : Tsuiseki sha (追跡者?)
- 1948 : Shimikin no ō! Shimin shokun (シミ金のオオ！市民諸君?)
- 1949 : Shimikin no supōtsu ō (シミ金のスポーツ王?)

### Années 1950
- 1950 : Yume o meshimase (夢を召しませ?)
- 1950 : Joyū to meitantei (女優と名探偵?)
- 1951 : Tenshi mo yume o miru (天使も夢を見る?)
- 1951 : Tekirei sannin musume (適齢三人娘?)
- 1952 : Tonkatsu taishō (とんかつ大将?)
- 1952 : Aibore tokoton dōshi (相惚れトコトン同志?)
- 1952 : Musume wa kaku kōgi suru (娘はかく抗議する?)
- 1952 : Konna watakushi ja nakatta ni (こんな私じゃなかったに?)
- 1952 : Ashita wa gekkyūbi (明日は月給日?)
- 1953 : Gakusei shachō (学生社長?)
- 1953 : Hana fuku kaze (花吹く風?)
- 1953 : Shin Tōkyō kōshinkyoku (新東京行進曲?)
- 1953 : Junketsu kakumei (純潔革命?)
- 1953 : Tōkyō madamu to Ōsaka fujin (東京マダムと大阪夫人?)
- 1953 : Ojōsan shachō (お嬢さん社長?)
- 1954 : Shinjitsu ichiro (真実一路?)
- 1954 : Kinō to asu no aida (昨日と明日の間?)
- 1955 : Le Poids de l'amour (愛のお荷物, Ai no onimotsu?)[6]
- 1955 : Ashita kuru hito (あした来る人?)
- 1955 : Ginza (銀座二十四帖, Ginza nijūyonchō?)[7]
- 1956 : Fūsen (風船?)
- 1956 : Le Paradis de Suzaki (洲崎パラダイス 赤信号, Suzaki Paradaisu: Akashingō?)[8]
- 1956 : Mon quartier (わが町, Waga machi?)[9]
- 1956 : Ueru tamashii (飢える魂?)
- 1956 : Zoku ueru tamashii (続・飢える魂?)
- 1957 : Chronique du soleil à la fin de l'ère Edo (幕末太陽伝, Bakumatsu taiyōden?)[10]
- 1958 : Onna de aru koto (女であること?)
- 1958 : Noren (暖簾?)
- 1959 : Gurama-tō no yūwaku (グラマ島の誘惑?)
- 1959 : Chambre à louer (貸間あり, Kashima ari?)

### Années 1960
- 1960 : Hito mo arukeba (人も歩けば?)
- 1960 : Le Baiser du voleur (接吻泥棒, Seppun dorobō?)
- 1960 : Courant du soir (夜の流れ, Yoru no nagare?) coréalisé avec Mikio Naruse
- 1960 : Akasaka no shimai: Yoru no hada (赤坂の姉妹 夜の肌?)
- 1961 : Shima no sehiro no oyabunshō (縞の背広の親分衆?)
- 1961 : Tokkyū Nippon (特急にっぽん?)
- 1961 : Les femmes naissent deux fois (女は二度生れる, Onna wa nido umareru?)[11]
- 1961 : L'Ombre des fleurs (花影, Kaei?)[12]
- 1962 : Le Temple des oies sauvages (雁の寺, Gan no tera?)[13]
- 1962 : Aobeka monogatari (青べか物語?)
- 1962 : Le Mont Hakone (箱根山, Hakone-yama?)
- 1962 : L'Élégance de la bête[14] ou La Bête élégante[15] (しとやかな獣, Shitoyakana kemono?)
- 1963 : Kigeki: Tonkatsu ichidai (喜劇 とんかつ一代?)
- 1963 : Ichi ka bachi ka (イチかバチか?)

## Distinction

### Récompense
1964 : prix spécial Mainichi pour l'ensemble de sa carrière